# Saturday Night (film)
Saturday Night är en amerikansk biografisk dramakomedi från 2024 i regi av Jason Reitman. Filmen skildrar den kaotiska premiärkvällen för NBC-programmet Saturday Night 1975. Programmet kom senare att bli känt som Saturday Night Live.
Manuset är skrivet av Reitman och Gil Kenan som även producerat filmen tillsammans med Jason Blumenfeld och Peter Rice. Bland skådespelarna finns bland andra Gabriel LaBelle i rollen som Lorne Michaels, Rachel Sennott, Cory Michael Smith, Ella Hunt, Dylan O'Brien, Lamorne Morris, Finn Wolfhard och Nicholas Braun.
Saturday Night hade världspremiär vid Telluride Film Festival den 31 augusti 2024 och hade en begränsad biopremiär i USA den 27 september 2024. Den breda publika premiären skedde den 11 oktober, på 49-årsjubileet av programmets premiär. Saturday Night Live har sänts i 50 säsonger sedan premiären 1975.

## Rollista i urval
- Gabriel LaBelle – Lorne Michaels
- Rachel Sennott – Rosie Shuster
- Cory Michael Smith – Chevy Chase
- Ella Hunt – Gilda Radner
- Dylan O'Brien – Dan Aykroyd
- Emily Fairn – Laraine Newman
- Matt Wood – John Belushi
- Lamorne Morris – Garrett Morris
- Kim Matula – Jane Curtin
- Finn Wolfhard – medarbetare på NBC
- Nicholas Braun – Andy Kaufman / Jim Henson
- Cooper Hoffman – Dick Ebersol
- Andrew Barth Feldman – Neil Levy
- Kaia Gerber – Jacqueline Carlin
- Tommy Dewey – Michael O'Donoghue
- Willem Dafoe – David Tebet
- Matthew Rhys – George Carlin
- J.K. Simmons – Milton Berle
- Jon Batiste – Billy Preston
- Naomi McPherson – Janis Ian
- Nicholas Podany – Billy Crystal
- Taylor Gray – Al Franken
- Robert Wuhl – Dave Wilson
- Tracy Letts – Herb Sargent
- Josh Brener – Alan Zweibel
- Corinne Britti – Valri Bromfield
- Mcabe Gregg – Tom Davis
- Brian Welch – Don Pardo
- Leander Suleiman – Anne Beatts
- Paul Rust – Paul Shaffer
- Catherine Curtin – Joan Carbunkle
- Kirsty Woodward – Audrey Dickman
- Abraham Hsu – Leo Yoshimura
- Rowan Joseph – Jim Fox
- Ellen Boscov – Mrs. Kaufman
- Billy Bryk – Carl
- Brad Garrett – Borscht Belt-komiker
- Sergio Duque – Tony Orlando